# Sayama
Sayama (狭山市, Sayama-shi), anciennement Irumagawa, est une ville située dans la préfecture de Saitama, au Japon.

## Géographie

### Situation
Sayama est située dans le sud de la préfecture de Saitama.

### Municipalités limitrophes
| Hidaka | Kawagoe | Kawagoe    |
| Hannō  | Sayama  | Kawagoe    |
| Iruma  | Iruma   | Tokorozawa |

### Démographie
En 2010, la population de la ville de Sayama était de 155 027 habitants répartis sur une superficie de 49,04 km2. Au 1er septembre 2022, elle était de 149 525 habitants.

### Hydrographie
Le cours de la rivière Iruma traverse la ville.

### Climat
Sayama a un climat subtropical humide caractérisé par des étés chauds et des hivers frais avec peu ou pas de chutes de neige. La température moyenne annuelle à Sayama est de 14,3 °C. La pluviométrie annuelle moyenne est de 1 485 mm, septembre étant le mois le plus humide.

## Histoire
Au cours de la période Kamakura, la zone s'est développée en tant que relais sur le Kamakura kaidō, à la bifurcation des routes vers la province de Kōzuke et la province de Shimotsuke. Le bourg moderne d'Irumagawa a été créé le 1er avril 1889. Le 1er juillet 1954, Irumagawa fusionne avec les villages voisins de Mizutomi, Kashiwahara, Okutomi, Hirokane et Irima pour former la ville actuelle de Sayama.
En 1963 , la ville est le lieu d'un infanticide célèbre pour la fausse accusation d'un membre de la communauté des burakumin qui aurait inspiré plus tard l'histoire des héroïnes du film d'animation Mon voisin Totoro.

## Transports
La ville est desservie par les lignes Shinjuku et Ikebukuro de la compagnie Seibu.

## Jumelages
Sayama est jumelée avec :
- Tongyeong (Corée du Sud) depuis 1973
- Hangzhou (Chine) depuis 1996
- Tsunan (Japon) depuis 1997
- Worthington (États-Unis) depuis 1999